# 雷明登維爾薩—馬科斯半自動霰彈槍
雷明登維爾薩—馬科斯（英語：Remington Versa Max，又稱：Versa Max）是一款由美国槍械製造商雷明登武器公司所研製和生產的半自動霰彈槍，可以發射23⁄4英吋、3英吋和31⁄2英吋12鉛徑霰彈。

## 歷史
1948年，雷明登武器公司推出了針對雷明登11（白朗寧Auto-5的美国本土生產）的改進型－雷明登11-48半自動霰彈槍。這款半自動霰彈槍也非常成功，從1949年開始生產直到1968年停產，共生產了45萬餘支。雷明登公司的改進一直沒有停止，1963年，推出帶有緩衝裝置的雷明登1100，該款半自動霰彈槍直到現在還在生產，並且與雷明登870泵動式霰彈槍一同成為了美國霰彈槍市場上的霸主。
之後，雷明登繼續研發新型半自動霰彈槍。1987年，推出雷明登11-87，雖然名稱還是帶有M11，但其實已經改用活塞氣動式自動方式。可惜的是，這款半自動霰彈槍並沒有如M1100那樣受歡迎。後來，雷明登又推出了雷明登SP-10與雷明登SPR 453，但這些都只是針對特定用戶群的產品。
踏入21世紀，霰彈槍市場的競爭愈為激烈，很多公司都推出了其半自動霰彈槍，雷明登研發一款新型半自動霰彈槍以佔領市場。2010年，雷明登專門針對警用市場，推出了維爾薩—馬科斯警用型半自動戰術霰彈槍。由此，該霰彈槍不斷推出面向民用狩獵、射擊運動、家庭防衛以至軍用等不同型號，形成了一個產品系列。

## 設計細節
從外表看，雷明登維爾薩—馬科思／R12半自動霰彈槍已經明顯地不同於雷明登曾推出的半自動霰彈槍。該槍採用短行程雙活塞氣動式自動方式和轉拴式槍栓閉鎖機構，其導氣孔的位置非常特別，並且不是位於槍管前方，而是位於彈膛部位。其操作機構動作可靠，後座力減少了幾乎20％、降低至與20鉛徑霰彈同等。該槍分為維爾薩—馬科斯和R12兩個衍生型，其中維爾薩—馬科斯共有十款型號，包括一款標準型、一款運動型、一款傳統木製槍身型、三款不同塗裝的獵用型號、一款戰術型、一款比賽戰術型和兩款左撇子型；而R12則分為長槍身型和短槍身突入型。

### 槍管及導氣組件
維爾薩—馬科斯／R12最具創新之處便是其導氣孔及活塞筒的位置設計了。與傳統的導氣式武器導氣孔設在槍管前部不同，該霰彈槍的導氣孔設在彈膛部位的側下方，左側下方有三個導氣孔縱向排成一列；右側下方有四個導氣孔，其中，前方的兩個導氣孔橫向設置並與左側最前方的導氣孔呈一條直綫，後方的兩個導氣孔同樣橫向設置並與左側最後方的導氣孔呈一條直綫。之所以採用這樣的設計，是雷明登設計人員經過反覆研究測試的結果，是一種創新設計。
通常泵動式（非自動）霰彈槍可兼容不同長度的霰彈藥筒，而半自動霰彈槍卻難以兼容不同長度的霰彈藥筒，因為不同長度的霰彈藥筒裝藥量與威力都不同，故此採用導氣式原理的半自動霰彈槍通常無法調整導氣量，難以兼容不同的霰彈藥筒。而維爾薩—馬科斯則解決了這個問題。該設計非常巧妙，當發射長度為23⁄4英吋的霰彈藥筒時，七個導氣孔全部導氣，以保證機構工作正常；當發射長度為3英吋的麥格農霰彈藥筒時，左、右側最後方的三個導氣孔被彈殼封閉，只有前方的四個導氣孔導氣，導出的火藥燃氣量適中，保障機構能正常工作；當發射長度為31⁄2英吋的超級麥格農霰彈藥筒時，只有左、右兩側最前方的三個導氣孔導氣，後方的四個導氣孔被封閉，這時導出的火藥燃氣量最少，因為長度為31⁄2英吋的霰彈藥筒是大威力彈藥，較少的火藥燃氣量就可確保機構正常工作了。由於導氣孔設在彈膛側下方，故活塞筒也直接焊在彈膛下方，與導氣孔位置對應，活塞筒也分為左右兩個；相應地，活塞也採用兩個。
由4140系列铬钼钢製造的滑膛槍管上方設有一條瞄準肋條，不僅有助於瞄準，也有利於槍管散熱。槍管前方加裝了戰術喉縮，而這款戰術喉縮與雷明登887泵動式霰彈槍上的戰術喉縮相同，採用多孔式設計，有助於減小槍口焰和降低後座力。槍管前部上方加裝了海威姿（HiViz）公司生產的綠色光纖準星，也可選用其他顏色的光纖準星槍管與槍管下方的彈倉延長管之間的連接處兩側各加裝了一小段MIL-STD-1913戰術導軌，以便於安裝戰術附件。而R12則取消了槍管肋條，並且以鬼環式或步槍（缺口）式照門及准星；同時在機匣頂部裝上一條MIL-STD-1913戰術導軌以安裝光学瞄準鏡。

### 護木組件
護木是由聚合物所製造而成，護木表面握持部分制有防滑紋，並且護木的前半部分兩側設計為凹陷樣式，方便使用者更好地握持護木。護木內部就是管式彈倉，不鏽鋼製管式彈倉前方還加裝了不鏽鋼的彈倉延長管，這樣就能裝填8發23⁄4英吋霰彈藥筒、7發3英吋麥格農霰彈藥筒或6發31⁄2英吋超級麥格農霰彈藥筒。由於彈膛的特殊設計，相應地，這三種不同彈殼長度的12鉛徑霰彈藥筒可以混裝入管式彈倉中。
R12亦可以選擇在護木前端的左右與低部都加裝了一小段MIL-STD-1913戰術導軌，這樣比維爾薩—馬科斯戰術型可多裝上前握把。

### 機匣組件
鋁合金機匣表面進行了陽極电镀處理，機匣右側刻有雷明登商標。機匣頂部使用四個螺釘固定了一段與機匣相同長度的MIL-STD-1913戰術導軌，用以安裝各種光學瞄準具和機械瞄具的照門。機匣右側具有一個較大型的按鈕特別明顯，這是無彈後定解脫擁鈕。雷明登公司吸取使用者的射擊經驗，採用了大型空倉掛機解脫擁鈕設計，這樣在急需按下空倉掛機解脫擁鈕的時候不至於操作失敗，並且可以迅速完成戰術動作。機匣右側的拉機柄也是超大型設計，並且設計成圓柱形；同時拉機柄上帶有減輕質量的小孔。這個拉機柄操作起來十分方便，比扁形拉機柄更容易操作。機匣內部就是槍機組件，槍機採用迴轉式閉鎖方式。槍機機頭上帶有兩個閉鎖突筍，當然，其閉鎖突筍與步槍上的閉鎖突筍設計並不相同。

### 扳機組件
機匣下方的扳機組件是由一根固定銷以固定在機匣內部，這個設計與傳統型雷明登扳機組件固定方式有所不同。擊錘採用的是迴轉式擊發方式。扳機組件後方還具有一個較大型的手動保險按鈕。手動保險平時處於保險狀態，需要射擊時，按下這個大型按鈕就可以解除保險。扳機護環也是加大設計，使用者可以戴上手套進行射擊。

### 槍托組件
維爾薩—馬科斯採用了全新設計的聚合物製造的黑色手握式槍托。槍托的貼腮板和橡膠緩衝墊均可以按照使用者的意願進行更換。貼腮板可以更換為三個不同高度，橡膠緩衝墊亦可以增減厚度，這樣就可以讓使用者打造出適合自己體形的戰術霰彈槍。另外，槍托的握持部分設有防滑紋，槍托下方設有背帶環。槍托的握把底部帶有美觀的綠色「Ｒ」字商標。
而雷明登R12除了可使用維爾薩—馬科斯的黑色手握式槍托，還可選擇把槍托改為具有獨立的手槍握把的“戰術型”手槍握把槍托。

## 衍生型

### 雷明登R12
雷明登R12（英語：Remington R12）是雷明登維爾薩—馬科斯的戰鬥霰彈槍改進型，官方推出了其長槍身型和短槍身型。

## 資料來源
1. 1 2 3 4 5 6  . Remington Arms Company, Inc.   [March 13, 2015]. （原始内容存档于2015年3月21日）.
2. 1 2 3 4 5 6  . Remington Arms Company, Inc.   [March 13, 2015]. （原始内容存档于2015年3月14日）.
3. 1 2 3 4 5  . Remington Arms Company, Inc.   [March 13, 2015]. （原始内容存档于2015年3月13日）.
4. 1 2 3 4 5 6  . Remington Arms Company, Inc.   [March 13, 2015]. （原始内容存档于2015年3月10日）.
5. 1 2 3 4 5  . Remington Arms Company, Inc.   [March 13, 2015]. （原始内容存档于2015年3月17日）.
6. 1 2 3 4 5  . Remington Arms Company, Inc.   [March 13, 2015]. （原始内容存档于2015年3月20日）.
7. 1 2 3 4 5 6  . Remington Arms Company, Inc.   [March 13, 2015]. （原始内容存档于2015年3月20日）.
8. 1 2 3 4 5 6  . Remington Arms Company, Inc.   [March 13, 2015]. （原始内容存档于2015年3月16日）.
9. 1 2 3 4 5 6 7  . Remington Arms Company, Inc.   [March 13, 2015]. （原始内容存档于2015年3月17日）.
10. 1 2 3 4 5 6 7  . Remington Arms Company, Inc.   [March 13, 2015]. （原始内容存档于2015年3月17日）.
11. 1 2 3 4 5 6  . Remington Defense, Inc.   [March 13, 2015]. （原始内容存档于2015-03-09）.

## 外部連結
- （英文）—Remington official website—
  - 雷明登Versa Max
  - Autoloading VERSA MAX
- （英文）—Remington Defense—R12™

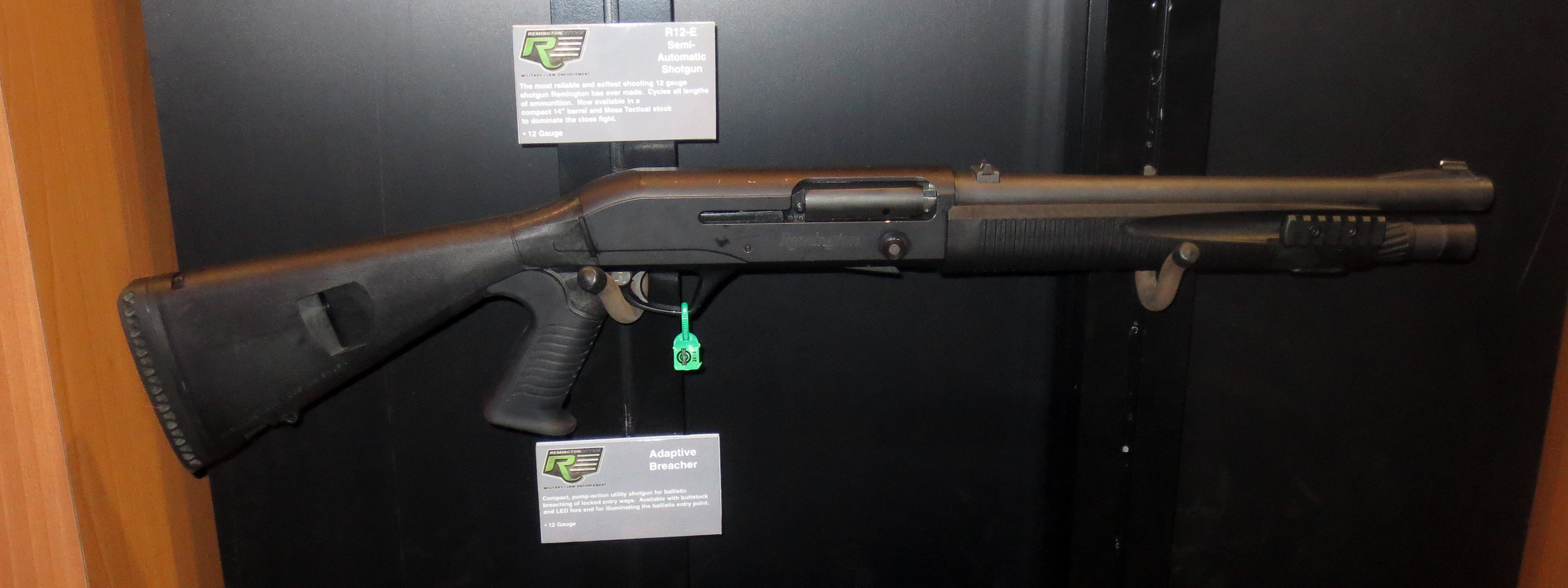
雷明登R12，為雷明登維爾薩—馬科斯的衍生型。

- （英文）—Modern Firearms—Remington R12 / VersaMax Tactical shotgun （页面存档备份，存于）
- （英文）—The Firearm Blog.com—
  - Remington VersaMax Shotgun: Coming Soon （页面存档备份，存于）
  - Remington’s new VERA MAX shotgun and Versaport gas system （页面存档备份，存于）
  - More on the VERA MAX shotgun system （页面存档备份，存于）
  - After Action Report: Costa Ludus Shotgun Employment {Guest Post} （页面存档备份，存于）
  - Remington VersaMax Zombie （页面存档备份，存于）
  - Remington R12 Tactical Shotgun （页面存档备份，存于）
  - Dead Strut Targets: Zombie Turkeys （页面存档备份，存于）
  - Competition ready Remington Versamax （页面存档备份，存于）
  - Remington Versa Max Tactical With Trijicon Reflex Optics （页面存档备份，存于）
  - Roth Concept Innovations Shotguns （页面存档备份，存于）
- （英文）—Guns & Ammo.com—
  - Remington Versa Max Review
  - Introducing the Remington VersaMax Tactical
  - First Look: Remington Versa Max Tactical in Zombie Reaper Z Camo （页面存档备份，存于）
  - Remington Versa Max Sportsman Review
  - First Look: New Remington Guns & Ammunition for 2014 （页面存档备份，存于）
  - Preview: What to Expect at the 2014 SHOT Show （页面存档备份，存于）
  - Remington Versa Max Competition Tactical Shotgun Review （页面存档备份，存于）
- （英文）—Real Guns.com—
  - Remington's Versa Max Tactical Part 1 （页面存档备份，存于）
  - Remington's Versa Max Tactical Part 2 （页面存档备份，存于）
  - Remington's Versa Max Comp Tactical （页面存档备份，存于）
- （英文）—Shooting Illustrated.com—
  - Remington Versa Max Tactical Boosts Capacity to 8+1
  - Remington R&D
- （英文）—Tactical-Life.com—
  - Remington Versa Max Tactical Shotgun Sneak Peek （页面存档备份，存于）
  - Remington Versa Max Tactical 12 Gauge Shotgun （页面存档备份，存于）
  - REMINGTON VERSA MAX TACTICAL （页面存档备份，存于）
  - Mesa Tactical Urbino™ Stock Shotgun For Remington VERSA MAX （页面存档备份，存于）
  - Mesa Tactical Urbino Tactical Stock for Remington Versa Max （页面存档备份，存于）
  - Versa Max Competition Tactical: Remington’s Shotgun for 3-Gun Shooters | VIDEO （页面存档备份，存于）
  - Max Michel Jr. Wins Fifth Steel Challenge Title （页面存档备份，存于）
  - Remington R12 Police Semi-Auto Shotgun Review （页面存档备份，存于）
  - Mesa Tactical’s Mohawk Forend Ready For Remington R12 Shotgun （页面存档备份，存于）
- （英文）—Personal Defense World.com—
  - 7 Semi-Auto Shotguns For Sportsmen and Home Defenders （页面存档备份，存于）
  - New For 2016: 15 Pump-Action & Semi-Auto Shotguns （页面存档备份，存于）
  - 15 Shotguns Designed For 3-Gun Competitions （页面存档备份，存于）
- （英文）—American Rifleman.org—
  - Remington VersaMax Shotgun （页面存档备份，存于）
  - Win a Versa MAX Shotgun at Annual Meetings
  - Really, The Versa Max Deserves It （页面存档备份，存于）
  - Remington Versa Max and the Versaport Gas System （页面存档备份，存于）
  - The Versa Max Challenge
  - Two Classics from Remington: One New, One Old
  - The Remington VersaMax （页面存档备份，存于）
  - Gun of the Week: Remington Versa Max （页面存档备份，存于）
  - Remington Versa Max （页面存档备份，存于）
  - Remington Versa Max Tactical （页面存档备份，存于）
  - American Rifleman TV: Remington Versa Max Tactical （页面存档备份，存于）